# Joe Diorio
Joe Diorio (* 6. August 1936 in Waterbury, Connecticut als Joseph Louis Diorio; † 2. Februar 2022) war ein US-amerikanischer Jazz-Gitarrist und Musikpädagoge.

## Leben und Wirken
Joe Diorio kam unter dem Einfluss seines Onkels zum Gitarrenspiel und besuchte von 1949 bis 1954 die Berdice School of Music. Erste Aufnahmen entstanden Ende der 1950er-Jahre mit Herb Jeffries und Lou Levy. Anfang/Mitte der 1960er Jahre arbeitete er in Chicago mit Eddie Harris (Exodus to Jazz), Sonny Stitt (1963/64), Ira Sullivan, Bennie Green und Stan Getz, später auch mit Anita O’Day (Mello'Day, 1978), Monty Budwig, Pete und Conte Candoli, Pat Metheny, Horace Silver, John Pisano und Freddie Hubbard.
Ab 1975 unterrichtete Diorio an der University of Miami, spielte dort mit lokalen Bands, einem eigenen Trio, bestehend aus Bob Magnusson (Bass) und Jim Plank (Schlagzeug), und komponierte Musik für Fernseh-Dokumentationsfilme. 1977/78 arbeitete er in den Niederlanden, 1980 in Frankreich, 1987–90 in Italien und 1989 in Österreich. Nach seinem Plattendebüt 1975 – einem Soloalbum – nahm er zwei Tributalben für Wes Montgomery und Antônio Carlos Jobim auf. In den 1990er Jahren spielte er für das Label RAM einige Alben ein, an denen Riccardo Del Fra, Ira Sullivan und Steve LaSpina mitwirkten; außerdem ist er bei Aufnahmen von Robben Ford, Gary Willis und Mick Goodrick (Rare Birds, 1993) zu hören. Im Bereich des Jazz war er laut Tom Lord zwischen 1958 und 2007 an 63 Aufnahmesessions beteiligt, zuletzt mit der Sängerin Cathy Segal-Garcia.
Diorio unterrichtete an der University of Southern California, war am Guitar Institute of Technology tätig und veröffentlichte mehrere Lehrbücher und Videos. Diorio war auch Gastdozent an den Jazz & Rock Schulen Freiburg. Zu seinen Schülern gehörten u. a. Paul Abler, Bruce Eisenbeil, Antonio Jasevoli, Thomas Langer und Michael Musillami.

## Werke
- Jazz Structures for the New Millennium by Joe Diorio. Mel Bay Publishing, 2000.

## Diskographische Hinweise
- Italy (MGI Records; 1989) solo
- Double Take (RAM, 1992) mit Riccardo Del Fra
- We'll Meet Again (RAM; 1992) solo
- The Breeze and I (RAM, 1994) mit Ira Sullivan
- More than Friends (RAM, 1995) mit Steve LaSpina
- Stateside (Diorio Jazz, 2000) mit Bob Magnusson und Jim Plank
- It's About Time (2005), mit Bill Moio, Sid Jacobs, Jim Stinnett, Dom Moio

## Lexikalischer Eintrag
- Richard Cook, Brian Morton: The Penguin Guide to Jazz Recordings. 8. Auflage. Penguin, London 2006, ISBN 0-14-102327-9.
- Leonard Feather, Ira Gitler: The Biographical Encyclopedia of Jazz. Oxford University Press, Oxford u. a. 1999, ISBN 0-19-532000-X.